# Uno (Little Big)
Uno è un singolo del gruppo musicale russo Little Big, pubblicato il 12 marzo 2020 su etichetta discografica Warner Music Russia.
Il brano, scritto da Denis Cukerman, Ilj'a Prusikin e Viktor Sibrinin, vede la partecipazione non accreditata di Florida Čanturija, corista della band Leningrad, e di Jurij Muzyčenko, frontman degli Hatters.
Il 2 marzo 2020 l'emittente radiotelevisiva Pervyj kanal ha confermato di aver selezionato internamente il gruppo come rappresentante della Russia all'Eurovision Song Contest 2020 a Rotterdam, nei Paesi Bassi. Uno è stata scelta come brano eurovisivo per il gruppo.

## Tracce
1. Uno – 2:40

## Classifiche

### Classifiche settimanali
| Classifica (2020) | Posizione massima |
| ----------------- | ----------------- |
| Estonia           | 9                 |
| Lettonia          | 67                |
| Lituania          | 33                |
| Russia            | 4                 |
| Ucraina           | 173               |

### Classifiche di fine anno
| Classifica (2020) | Posizione |
| ----------------- | --------- |
| Russia            | 34        |